# Pantano de Camporredondo
Pantano de Camporredondo är en reservoar i Spanien.   Den ligger i provinsen Provincia de Palencia och regionen Kastilien och Leon, i den norra delen av landet, 290 km norr om huvudstaden Madrid. Pantano de Camporredondo ligger 1 413 meter över havet.